# Ojo negro

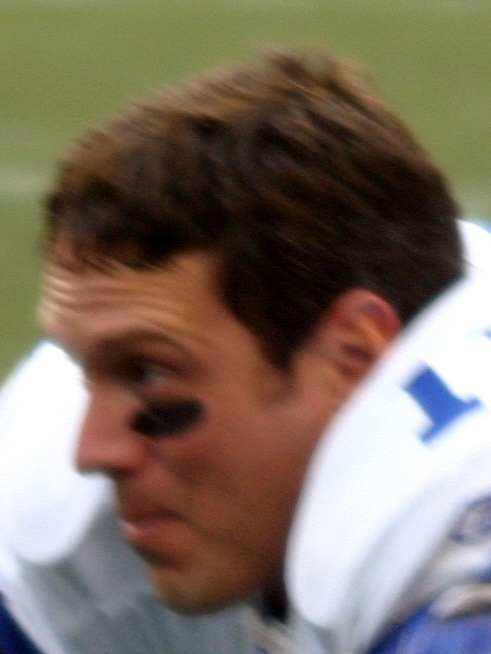
Drew Bledsoe usando ojo negro.

Ojo negro es una grasa que se aplica en forma de parche rectangular debajo de los ojos, abarcando la parte superior de las mejillas y los pómulos, para eliminar el resplandor de la luz solar o artificial. Es usado a menudo por los jugadores de béisbol o de fútbol americano cuando el resplandor podría perturbar la visión de pelotas aéreas.
La grasa tradicional consiste en cera de abejas, parafina y carbono. En su reemplazo también se fabrican autoadhesivos anti-resplandor que a veces llevan impreso el logo del equipo. De acuerdo con Paul Lukas de ESPN.com, el primer jugador que usó ojo negro fue el fullback de los Redskins de Washington Andy Farkas. También sostiene que el ojo negro original se hizo a partir de cenizas de corcho quemado.

En 2003 Brian DeBroff y Patricia Pahk llevaron a cabo un estudio donde se puso a prueba si realmente la grasa de ojo negro tenía propiedades anti-resplandor. Las personas del estudio se dividieron en tres partes: usuarios de ojo negro, usuarios de autoadhesivos anti-resplandor y usuarios de vaselina. La visión de las personas se puso a prueba usando una tabla optométrica mientras se exponían a la luz natural. El estudio concluyó que el ojo negro reduce el resplandor del sol y mejora la sensibilidad de contraste, mientras que los autoadhesivos anti-resplandor comerciales y la vaselina (sustancia de control) resultaron ineficaces. Un estudio posterior que se realizó para mejorar la metodología de DeBroff también determinó que el ojo negro reduce el resplandor del sol, pero menos en individuos de ojos azules y en varones. 

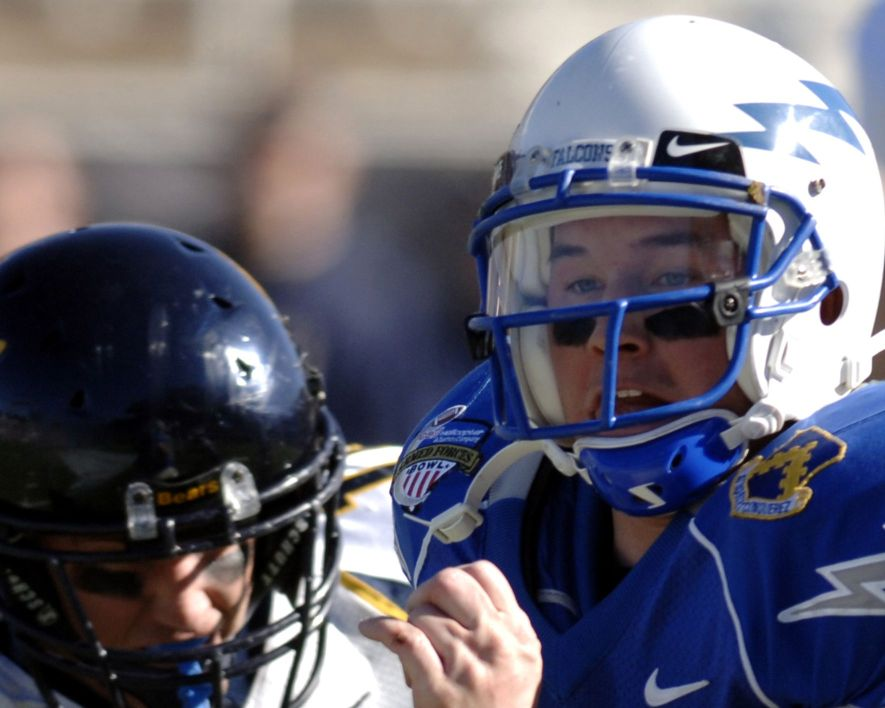